# Cattedrale di Tórshavn
La cattedrale di Tórshavn (in danese: Havnar Kirkja) è la chiesa principale di Tórshavn, nelle Isole Fær Øer, Danimarca. La chiesa, costruita nel 1788, è imbiancata con un tetto di ardesia. Si trova all'estremità settentrionale della penisola di Tinganes. Dal 1990 è cattedrale in quanto sede della diocesi delle Isole Fær Øer per la chiesa delle Fær Øer.